# Pierre-Paul Prud'hon
Pour les articles homonymes, voir Prud'hon.
Pierre Prudon, dit Pierre-Paul Prud'hon, né  le 4 avril 1758 à Cluny, et mort à Paris le 16 février 1823, est un peintre et dessinateur préromantique français.

## Biographie
Pierre-Paul Prud'hon nait à Cluny, le 4 avril 1758, septième et dernier enfant de Christophe Prudon, maître tailleur de pierre et de Françoise Piremol. Remarqué par le curé de Saint-Marcel, l'abbé Besson, il fait ses études chez les moines de Cluny.

### Formation
Une bourse lui est accordée, lorsqu'il a seize ans, pour aller à l'école de peinture de Dijon. En 1776, il échoue au Prix de Rome organisé par la province de Bourgogne, mais obtient le premier prix de peinture au concours annuel de l'École. Jusqu'en 1778, il étudie avec François Devosge, directeur de l'école dont le travail inspiré par Bouchardon et Greuze influence ses premières œuvres. Il travaille pour un mécène local, le baron de Joursanvault, admirateur de Rousseau et des idées sur la vertu, la nature et la liberté.
À dix-neuf ans, il épouse le 17 février 1778, Jeanne Pennet, la fille d'un notaire. Ce mariage ne sera pas très heureux mais il en a un premier fils, Jean, né le 26 février 1778, qui deviendra aussi peintre et graveur.
Il poursuit ses études, et vient, en 1780, à Paris où il est adressé au graveur Wille par le baron de Joursanvault, qui est aussi son bienfaiteur, et pour lequel il illustre une Méthode de basse et une Méthode de blason. À Paris, il se lie avec une famille, les Fauconnier, dont la fille, Marie, s'éprend de lui. Mais apprenant qu'il est marié, elle s'éloigne de lui. Il tisse des liens d’amitié avec Maximilien de Robespierre. Selon les frères Goncourt, en 1781, il orthographie son nom « Prud'hon » et adopte « Paul » comme second prénom, en référence à Rubens. Élève de l'Académie royale de peinture, il n'y obtient qu'une médaille de quartier (trimestrielle).
En 1783, revenu à Dijon, il y concourt à nouveau pour le Prix de Rome régional des états de Bourgogne, l'obtient et part pour Rome où il arrive le 3 janvier 1783[réf. nécessaire] avec son camarade Pierre Petitot. Cependant, malgré la sollicitude du cardinal de Bernis, et de ses amis Canova et Quatremère de Quincy, il y vit dans la solitude, dans la mélancolie, et parfois dans la gêne. En hommage à la famille de Condé qui gouvernait alors la Bourgogne, il réalise pour le palais des États à Dijon sa première grande composition une Gloire de la Bourgogne, interprétation du plafond du Palazzo Barberini par Pietro da Cortona. Il voyage en Italie de 1784 à 1788 et fait de nombreuses études d'après les antiques, auxquelles il se référera tout au long de sa carrière.

### Les années difficiles
Malade, il renonce à la prolongation de sa pension et rentre début 1788. Pour rembourser une dette de famille, il travaille quelques mois à Lyon, comme aide du peintre de fleurs Gonichon. En décembre 1788, il est à Paris où sa femme le rejoint et où naissent deux de ses fils en 1791 et 1793. Ce sont des années difficiles pour la famille. Il n'expose qu'un dessin au Salon en 1791, Le Génie de la Liberté (Cambridge, Fogg Art Museum). Il y présentera sa première huile sur toile deux ans plus tard, L'Union de l'Amour et de l'Amitié (Minneapolis Institute of Art). Il acquiert une certaine renommée avec quelques tableaux allégoriques repris dans des gravures par Copia. Il adopte très vite les idées révolutionnaires et peint les portraits de Cadet de Gassicourt (1791, Musée Jacquemart-André) et celui de Saint Just (1793, Musée de Lyon). Comme la plupart des artistes du temps, il participe en 1794 au concours de l'An II, organisé par Quatremère de Quincy et David pour procurer des commandes aux artistes. Comme eux, il se réfugie dans l'allégorie pour éviter les évènements révolutionnaires d'une actualité trop brûlante.
Son amitié avec Robespierre l’oblige à quitter Paris avec sa famille et il part vivre à Rigny, près de Gray, en Franche-Comté de 1794 à 1796. Il vit alors de portraits et d’illustrations pour l’éditeur et imprimeur Pierre Didot dont La Nouvelle Héloïse de Jean-Jacques Rousseau ou le roman de Longus Daphnis et Chloé.
Élu membre associé de l’Institut en 1796, il revient alors à Paris où sa carrière prend un nouvel essor. Le Louvre met à sa disposition un atelier pour réaliser La Sagesse et la Vérité descendant sur la terre de 1798 à 1799. Il décore entre 1798 et 1801 l’hôtel particulier acquis en 1797 par un fournisseur des armées Marc-Antoine de Lannoy, dans le nouveau quartier de la Chaussée d'Antin. Cet hôtel qui vit naître le futur Napoléon III fut détruit à la fin du XIXe siècle, mais plusieurs panneaux sont conservés au Louvre et à Chantilly.

### Les années de bonheur
En 1802, Prud'hon déménage du Louvre, comme beaucoup d'artistes qui y étaient logés. Il s'établit dans l'un des ateliers aménagés sous la dénomination « musée des Artistes » à la Sorbonne où il demeurera pendant vingt ans. Il rompt définitivement avec son épouse et peint un plafond pour les salles antiques du Louvre intitulé Diane prie Jupiter de ne pas l'assujettir à l'Hymen. L'artiste peintre Constance Mayer, née en 1775, élève de Suvée et de Greuze, devient sa compagne et élève ses fils. Elle collabore avec lui sur plusieurs projets et exécute des œuvres d'après des études et des esquisses de Prud'hon, qu'elle expose au Salon de 1804 à 1819.
Devenu le peintre favori de la maison impériale du 1er Empire, en 1808 il peint La Justice et la Vengeance divine poursuivant le Crime et est nommé chevalier de la Légion d'honneur le 22 octobre 1808. En 1811, il est nommé professeur de dessin de la souveraine et fait le portrait du petit Roi de Rome, présenté au Salon de 1812.

### Fin de vie

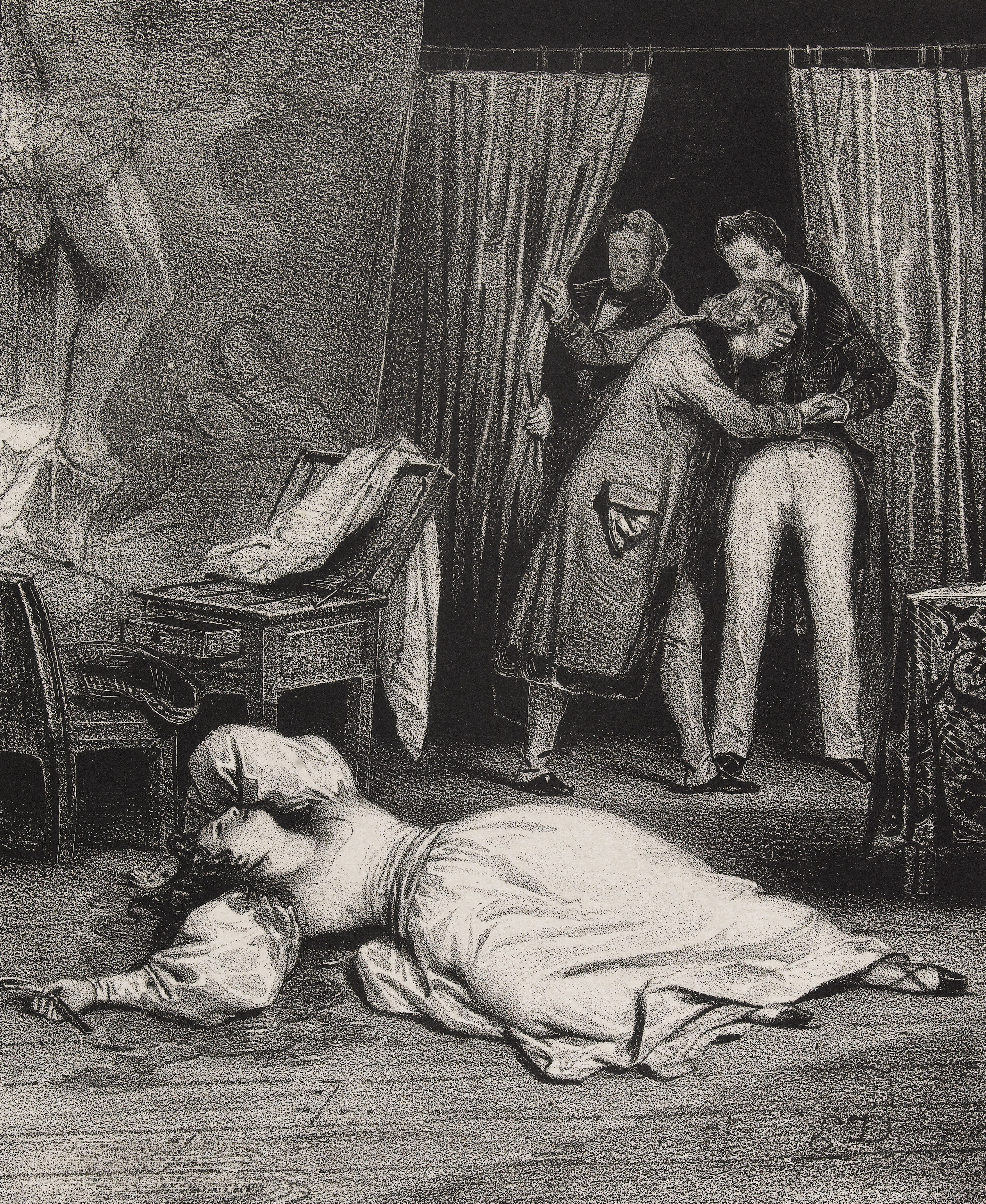
Prud'hon découvrant le corps de Constance Mayer : Eugène Devéria, Mort de, lithographie publiée dans L'Artiste, 1831

La chute de l'empire marque la fin des années heureuses. En 1816 il est enfin élu membre de l'Académie des beaux-arts, au fauteuil no 3 de la section Peinture, succédant à François-André Vincent, et reçoit quelques commandes pour le Sénat et la Madeleine. Sous la Restauration il ne s'adonne plus guère qu'au portrait et à la peinture religieuse.
Le 26 mai 1821, Constance Mayer, dépressive, se tue, la douleur de Prud'hon est profonde. Il termine le tableau qu'elle a laissé inachevé, Une famille malheureuse, et l'expose au Salon de 1822. Son dernier travail important, L'Âme brisant les liens qui l'attachent à la terre, reste inachevé.
Pierre-Paul Prud'hon meurt en 1823 et est inhumé à Paris au cimetière du Père-Lachaise, aux côtés de Constance Mayer.

## Postérité
Delacroix voyait en lui celui qui avait su résister au néoclassicisme officiel et les romantiques ont fait de lui leur martyr.
Il est apprécié par Stendhal, Balzac, Millet et Baudelaire pour la qualité de son clair-obscur et son réalisme subtil. Plusieurs de ses œuvres furent gravées par son confrère Jacques-Louis Copia, tandis qu'Antoine François Gelée fut médaillé au Salon de 1842 pour son interprétation du tableau La Justice et la Vengeance Divine poursuivant le Crime.
Une rue au centre de Dijon porte son nom de même que dans le 16e arrondissement de Paris, au sein du jardin du Ranelagh, l'avenue Prudhon.
Une rue de Cluny porte son nom. S'y trouve un buste en bronze de l'artiste, fondu en 1923. Un collège de cette même ville possède également son nom.

## Œuvre

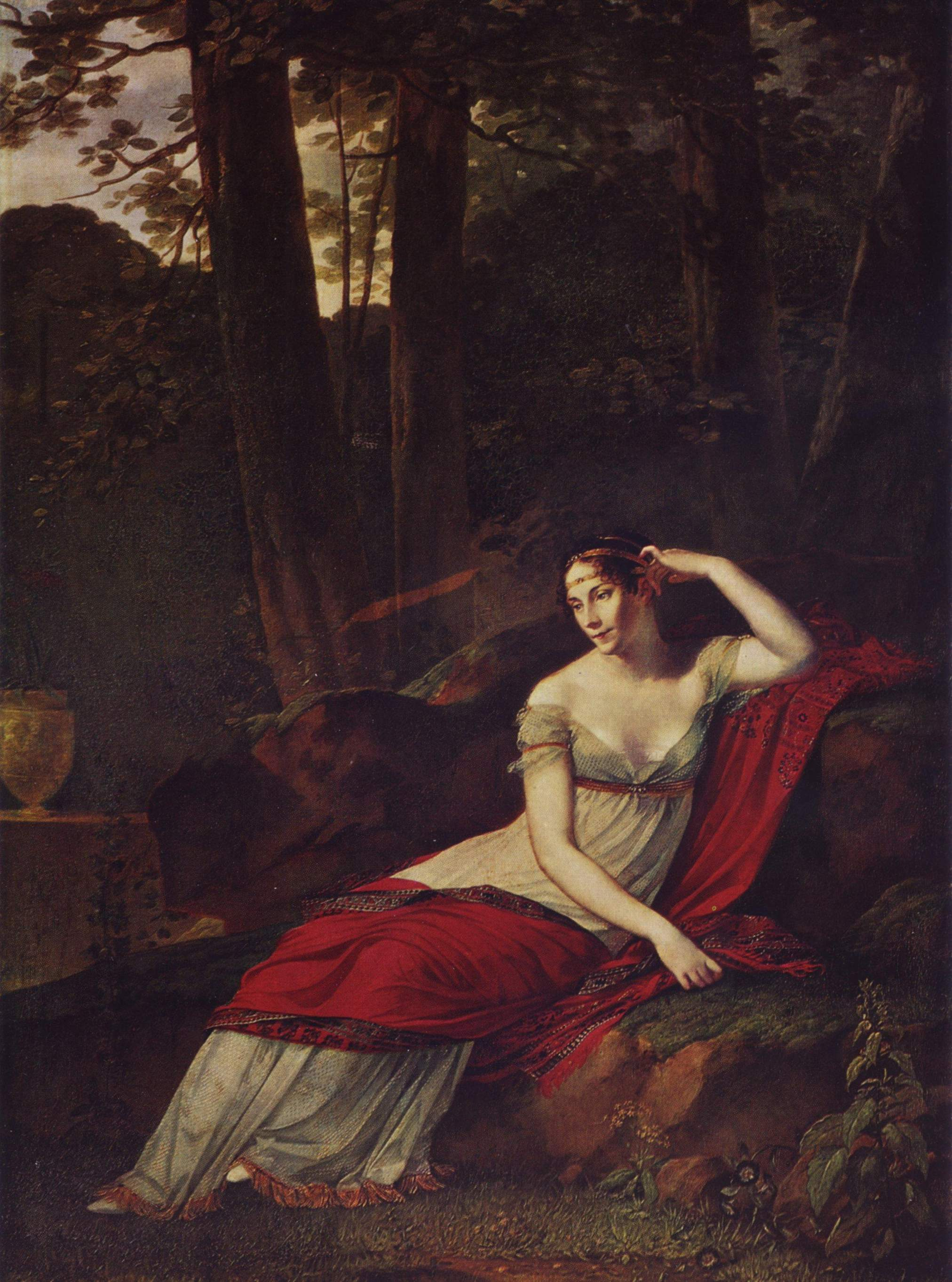
Joséphine de Beauharnais (1805)
Paris, musée du Louvre

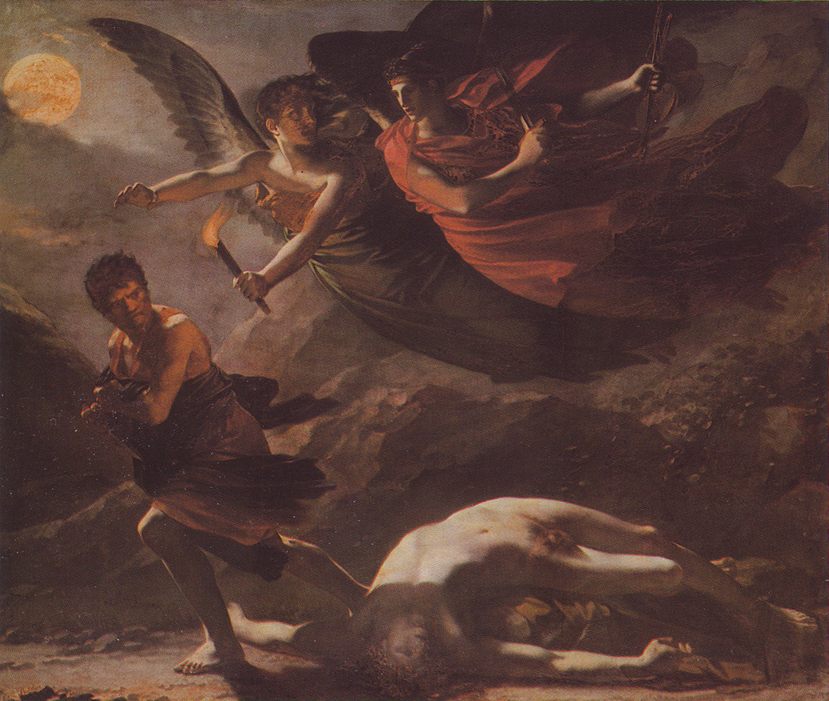
La Justice et la Vengeance Divine poursuivant le Crime
(1808), Paris, musée du Louvre

Privilégiant les nudités allégoriques il adopte une touche vaporeuse et un modelé fondu inspiré de Léonard de Vinci et du Corrège. À l'opposé du néoclassicisme de David, usant d'une ligne nette, ces traits témoignent de l'émergence de la sensibilité romantique.
Entre 1804 et 1806, Prud'hon travaille à une commande officielle du préfet de la Seine Frochot, pour le palais de justice, La Justice et la Vengeance divine poursuivant le Crime (Musée du Louvre). Parallèlement il peint le portrait de Talleyrand en 1807 et Psyché enlevée par les zéphyrs (Salon de 1808, Louvre) pour le comte Sommariva, riche amateur milanais et mécène de Prud'hon.
Il fait le portrait de l'impératrice Joséphine en 1805, (conservé à Paris au musée du Louvre), et grâce à Frochot, réalise d'importantes commandes de décorations éphémères pour des fêtes et des évènements tels que le couronnement de Napoléon en 1805 et le mariage de l'empereur avec Marie-Louise d'Autriche en 1810. C'est encore à lui que la ville s'adresse pour fournir les modèles du mobilier de vermeil destiné à la jeune impératrice Marie-Louise en 1810 et du berceau du roi de Rome en 1811. Ses dessins nous en conservent la trâce.
- Apothéose du baron de Joursanvault (1780), huile sur papier marouflé sur toile, 43 × 32 cm, Musée des Beaux-Arts de Dijon[17]
- Portrait du sculpteur Pierre Petitot (1785-1788), huile sur toile, 33 × 24 cm, musée des beaux-arts de Dijon[18]
- Portrait de François Devosge (1788), huile sur toile, 81 × 65 cm, Musée des Beaux-Arts de Dijon[19]
- Plafond à la gloire du prince de Condé, gouverneur de Bourgogne (1786-1787), huile sur toile, 812 × 408 cm, musée des beaux-arts de Dijon[20]
- Portrait du sculpteur Nicolas Bornier (1788), huile sur toile, 42 × 34 cm, musée des beaux-arts de Dijon[21]
- Tête de jeune femme (vers 1790), huile sur bois, 45 × 34 cm, musée des beaux-arts de Dijon[22]
- Chiots (années 1790), huile sur panneau de bois fruitier, 21 × 16 cm, Wallace Collection, Londres[23]
- Marie-Marguerite Lagnier (1796), huile sur toile, 65 × 54 cm, Musée du Louvre[24]
- Charles Louis Cadet de Gassicourt (1769-1821) (1791), Paris, Musée Jacquemart-André[25]
- Portrait de Saint-Just (1793), huile sur bois, 50 × 39 cm, Musée des beaux-arts de Lyon[26]
- Vénus, l'Hymen et l'Amour (vers 1793), huile sur bois, 44 × 23 cm, Musée du Louvre[27]
- L'Union de l'amour et de l'amitié (vers 1793), 147 × 114 cm, Minneapolis Institute of Art[28]
- Portrait de François Musard (1794), huile sur toile, 89 × 58 cm, musée des beaux-arts de Dijon[29]
- Madame Georges Anthony et ses deux fils (1796), huile sur toile, 98 × 81 cm, Musée des beaux-arts de Lyon[30]
- Portrait de Mademoiselle de Vellefrey (1796), huile sur toile, 79 × 68 cm, musée des beaux-arts de Dijon[31]
- Portrait de Georges Anthony (1796), huile sur toile, 99 × 82 cm, musée des beaux-arts de Dijon[32]
- Le Monument du pape Clément XIV par Canova (1787), huile sur toile, 90,5 × 60 cm, Musée du Louvre[33]
- Les Arts, la Richesse, les Plaisirs et la Philosophie (1798-1801), esquisses, quatre huiles sur toile marouflées sur bois, 29 × 39 cm,Montpellier, musée Fabre
- Diane implorant Jupiter de ne pas l'assujettir aux lois de l'Hymen (1803), plafond de la salle de Diane, Musée du Louvre[34]
- La Sagesse et la Vérité descendent sur la terre (Salon de 1799), huile sur toile commandée pour la galerie des peintres vivants au château de Versailles, musée du Louvre[35]
- Portrait de Rutger Jan Schimmelpenninck et sa famille (1801-1802), huile sur toile, 263 × 1 200 cm, Rijksmuseum, Amsterdam[36]

### Dans l'atelier de la Sorbonne
- L'Impératrice Joséphine (1763 - 1814) (1805), huile sur toile, 244 × 179 cm, Musée du Louvre[37]
- L'Impératrice Joséphine (1805-1809), huile sur toile, 60 × 49 cm, Wallace Collection, Londres[23]
- La Justice et la Vengeance divine poursuivant le Crime (1808), huile sur toile, 244 × 294 cm, Musée du Louvre[38]
- L'Enlèvement de Psyché (1808), huile sur toile, 195 × 157 cm, Musée du Louvre[39]
- L'Amour séduit l'Innocence, le Plaisir l'entraîne, le Repentir suit inachevé (1809), huile sur toile, 98 × 81 cm, Ottawa, Musée des beaux-arts du Canada[40]
- Noces d'Hébé et d'Hercule (1810), huile sur papier marouflé sur toile, 12 × 16 cm, musée du Louvre, esquisse de décoration pour une fête en l'honneur de l'empereur et de l'impératrice, à l'hôtel de ville de Paris, le 10 juin 1810[41]
- Portrait de Marie-Louise, impératrice des français (attribué à) (1810), musée des Beaux-Arts de Chartres[42]
- La Mère heureuse (vers 1810), huile sur toile, 24 × 17 cm, Wallace Collection, Londres[23]
- Vénus et Adonis (1810-1812), huile sur toile, 241 × 168 cm, Wallace Collection, Londres[23]
- Portrait de Louise de Guéhéneuc, duchesse de Montebello (1782-1856) (1810-1814), huile sur toile, 55 × 48 cm, Collection privée, Vente Bonhams 2013[43]
- Portrait du Roi de Rome (1811), huile sur toile, 46 × 56 cm, musée du Louvre[44]
- Le Baron Vivant Denon (1812), huile sur toile, 61 × 51 cm, Musée du Louvre[45]
- Monsieur Vallet (Salon de 1812), huile sur toile, 61 × 50 cm, musée du Louvre[46]
- Jeune Zéphyr se balançant au-dessus de l'eau, étude en grisaille, huile sur toile, 128 × 97 cm[47]
- Portrait de Giovanni Battista Sommariva (1813), huile sur toile, 210 × 156 cm, Milan, Pinacothèque de Brera[48]
- Jeune Zephyr se balançant au-dessus de l'eau (1814), huile sur toile, 130 × 98 cm, musée des Beaux-Arts de Dijon[49]
- Zephyr (vers 1814), huile sur papier marouflé sur toile, 21 × 16 cm, Wallace Collection, Londres[23]
- Portrait de la Duchesse de Vicence (vers 1814), huile sur toile, 61 × 50 cm[50], Collection particulière, vente Christie's 2009[51]
- La Justice et la Vengeance divine poursuivant le Crime réplique commandée par Sommariva (1815-1818), huile sur toile, 164 × 198 cm, Saint-Omer, musée de l'hôtel Sandelin[52]
- Assomption de la Vierge (1816-1819), huile sur toile, 32 × 24 cm, Wallace Collection, Londres[23]
- L'Assomption de la Vierge (1819), huile sur toile, 216 × 149 cm, Commandé en 1816 pour la chapelle du palais des Tuileries, musée du Louvre[53]
- L'Âme brisant les liens qui l'attachent à la terre (Vers 1821), esquisse, huile sur toile, 33 × 12 cm, musée du Louvre[54]
- Madame Jarre(Salon de 1822), huile sur toile, 66 × 55 cm, musée du Louvre[55]
- Le Christ expire sur la croix, la Madeleine et la Vierge à ses pieds (1822), huile sur toile, 278 × 165 cm, musée du Louvre[56]
- Le Christ en croix (1823), esquisse, huile sur toile, 24 × 16 cm, musée du Louvre[57]
- Andromaque et Astyanax, inachevé, complété post-morten par Charles Boulanger de Boisfrémont (1823-1824), huile sur toile, 132 × 170 cm, Metropolitan Museum of Art, New York[58]

Dates non documentées
- Vénus au bain, ou L'Innocence, huile sur toile, 134 × 103 cm, Musée du Louvre[59]
- L'Assomption de la Vierge, huile sur toile, 32 × 24 cm, Cherbourg-en-Cotentin, Musée Thomas-Henry[60]
- Minerve éclairant les Sciences et les Arts, huile sur toile, 69 × 80 cm, musée des beaux-arts de Dijon[61]
- Dieu débrouillant le chaos, huile sur toile, 29 × 41 cm, musée des beaux-arts de Dijon[62]
- Portrait de Charles-Joseph Harpin, pastel sur toile, 45 × 36 cm, musée des beaux-arts de Dijon[63]
- Portrait d'Anne-Marguerite Dobigny, épouse Harpin, pastel sur toile, 45 × 40 cm, musée des beaux-arts de Dijon[64]
- Allégorie de l’été et de l'Hiver attribué à, huile sur toile, Musée des Beaux-Arts de Brest[65]
- Minerve éclairant les génies des Arts et des Sciences, ébauche, huile sur toile, Musée du Louvre[66]
- L'Étude guide l'essor du génie, vers 1800, plafond d'une  salle du département des Antiquités grecques, étrusques et romaines[67]
- Esquisse pour un portrait de femme avec draperie rouge (vers 1855), Roanne, Musée des Beaux-Arts et d'Archéologie Joseph-Déchelette

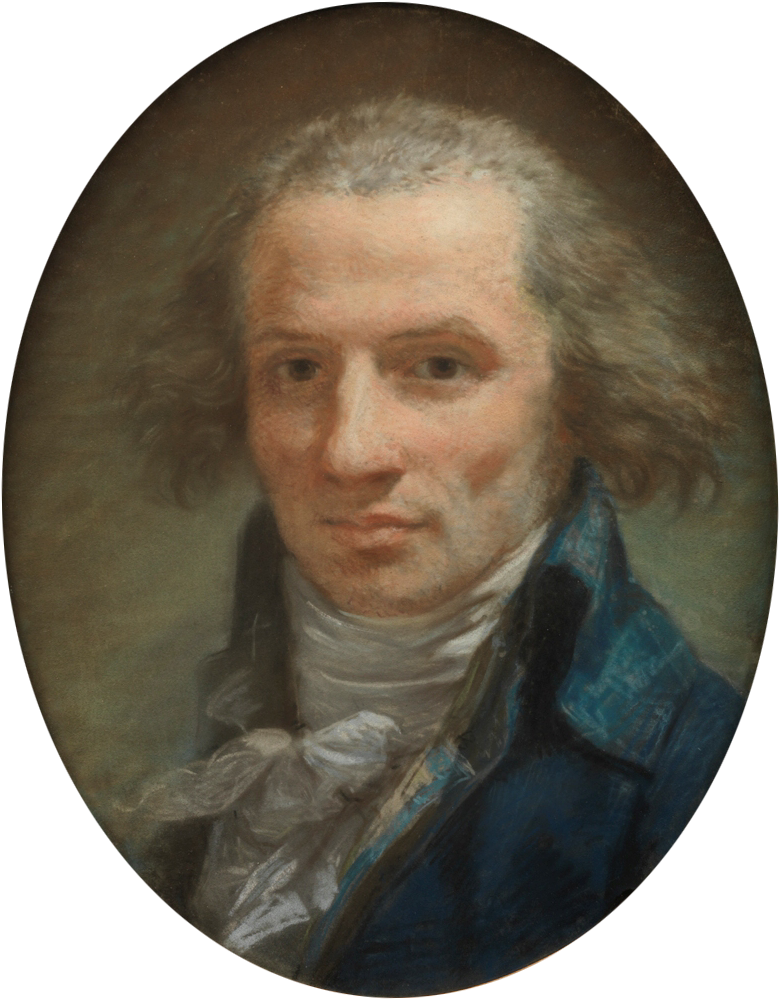
Nicolas Perchet, 1795.
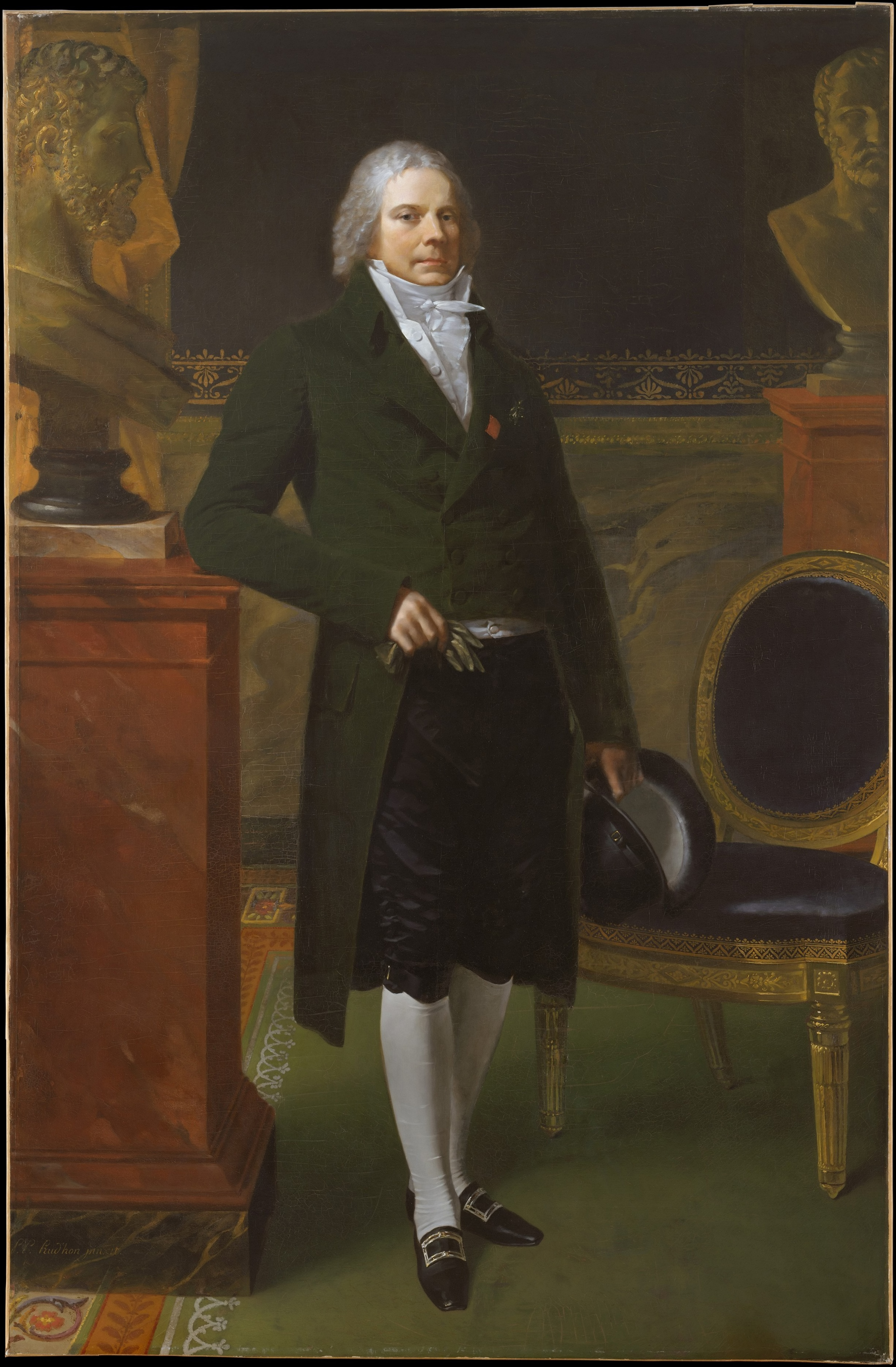
Portrait de Charles-Maurice de Talleyrand-Périgord (1754-1838), 1817, Metropolitan Museum of Art.
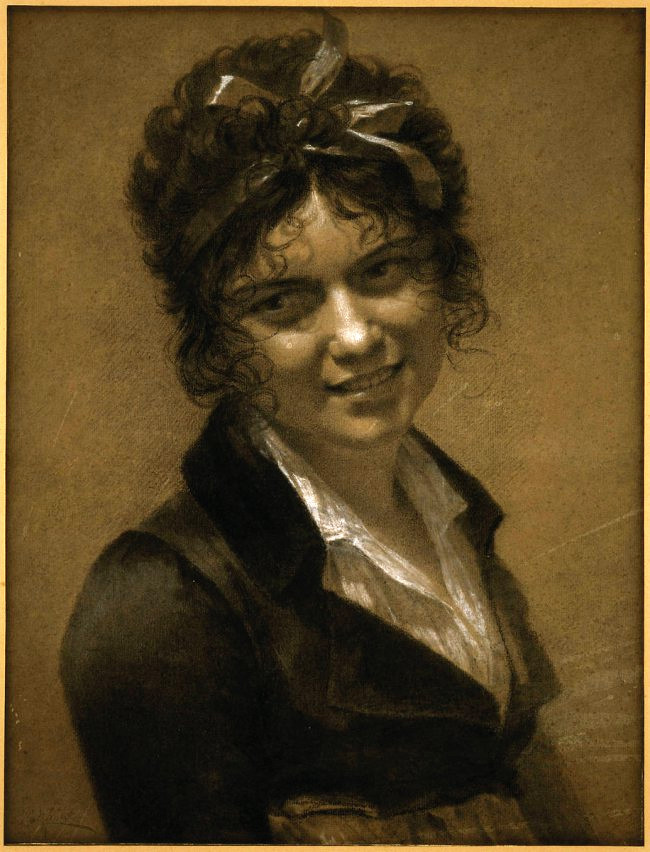
Marie-Françoise Constance Mayer-Lamartinière, vers 1804, musée du Louvre.
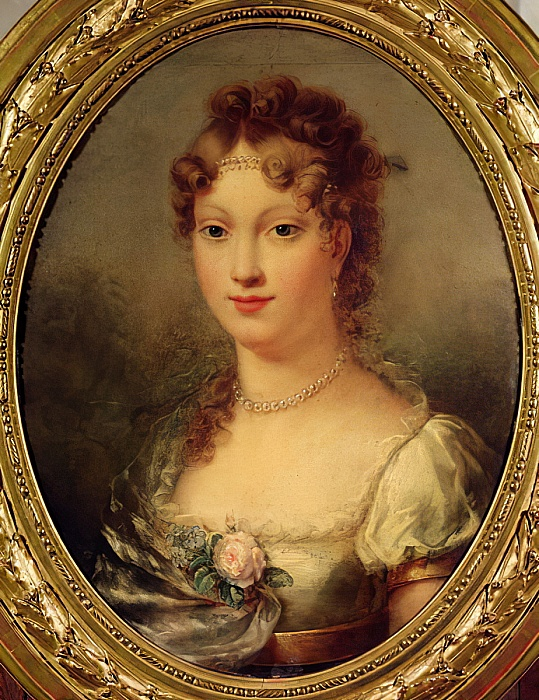
Marie Louise, impératrice des français, 1810, musée des Beaux-Arts de Chartres .
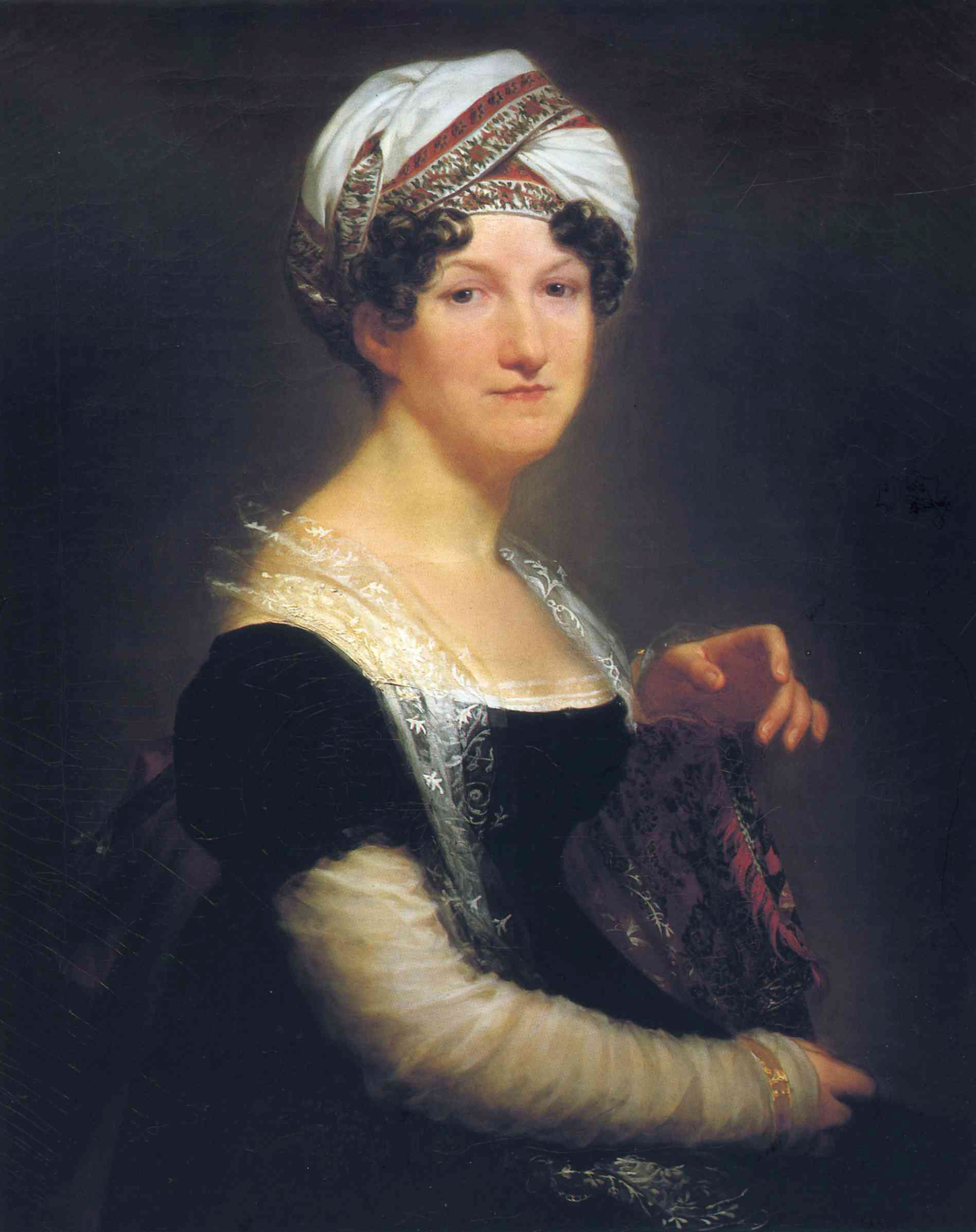
Madame Péan de Saint-Gilles, 1822, collection particulière, New Orleans.
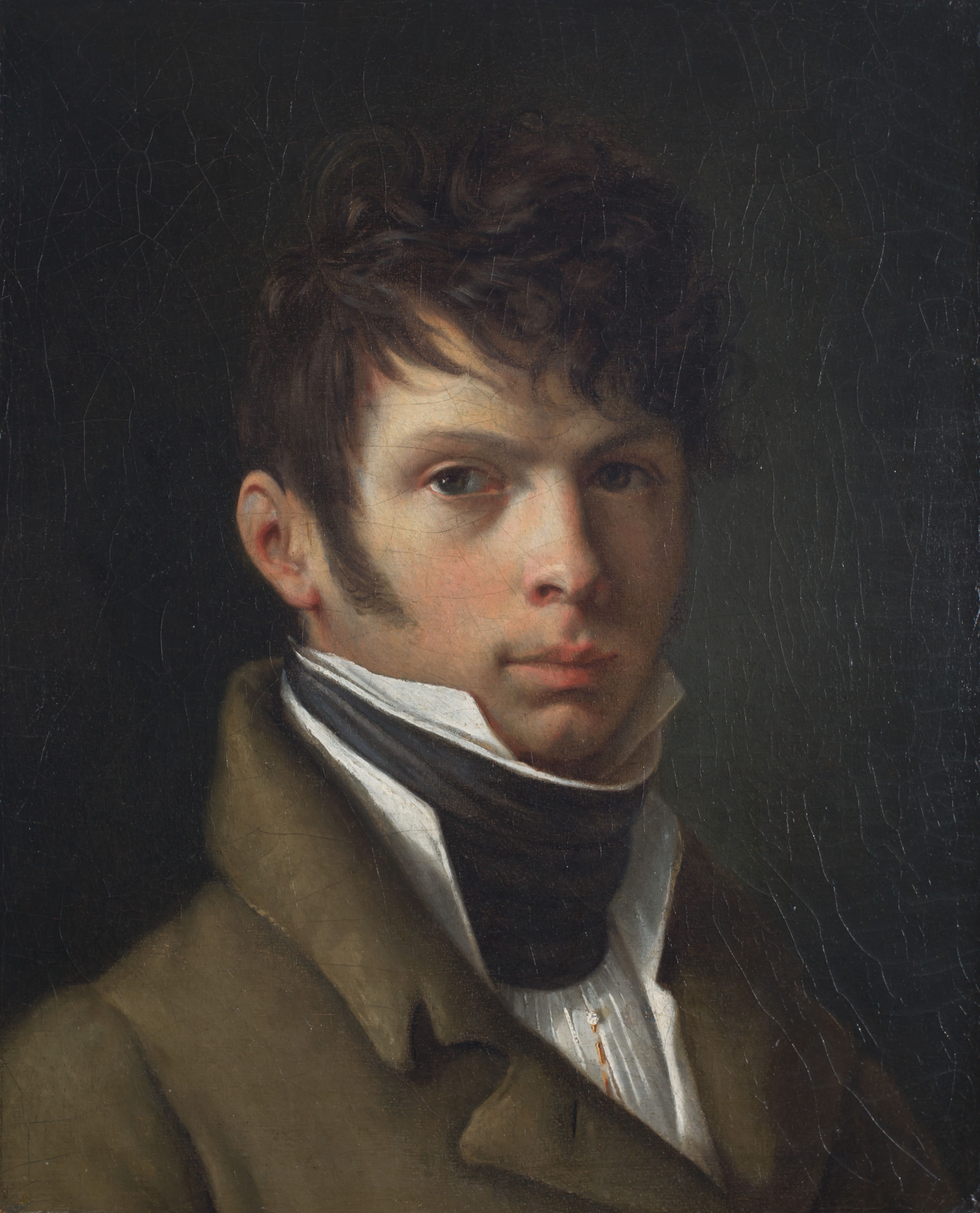
Henri-Ernest de Beaufort, 1818, musée d'art de Saint-Louis.

### Dessins et sculpture

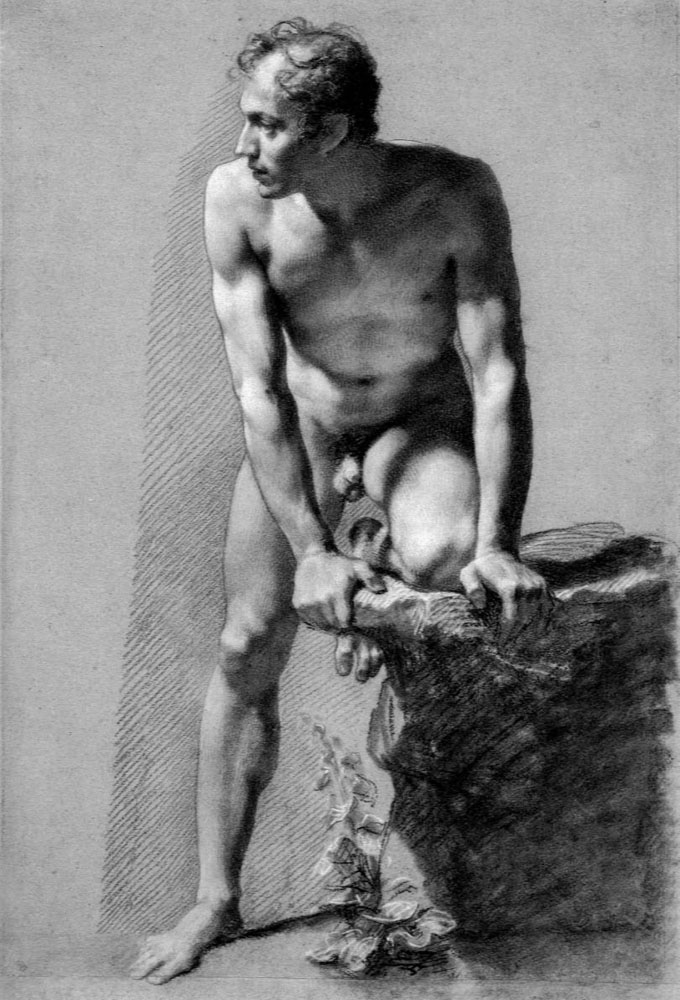
Nu Académique

- Nu Académique La Baronne de Joursanvault, buste en terre crue, esquisse, œuvre de jeunesse, seule sculpture répertoriée de l'artiste, Musée des beaux-arts de Beaune[68]

- Gray, musée Baron-Martin :
  - Les Adieux d'Hector et d'Andromaque, crayon noir[69]
  - Fonds d'œuvres sur papier
  - Portrait de Claude Anatole Prieur dit Perron (né en 1770), 1795, pastel, 48 x 38 cm ;
  - Portrait de M. Febvre (beau-père d' Alexandre Martin), 1795, pastel, 44 x 37 cm ;
  - Portrait de Madame Febvre (née Montrichier) (belle-mère d'Alexandre Martin), 1795, 44 x 37 cm ;
  - Tête de jeune fille, de profil, sanguine, 22 x 16 cm ;
  - Tête de jeune fille penchée, sanguine, 23 x 17 cm ;
  - Grande étude d'homme nu, bras tendu, crayons noir et blanc, 58 x 44 cm ;
  - Grande étude d'homme nu, de face, crayons noir et blanc, 60 x 44 cm ;
  - Petite étude d'homme nu assis, crayons noir et blanc, 37 x 27 cm ;
  - Étude femme, nue, en buste, crayon noir et blanc, 18 x 17 cm ;
  - Le Berger Pâris, crayon noir et blanc, 28 x 22 cm ;
  - Étude de Tête de Vieillard, crayon noir et blanc, 39 x 24 cm ;
  - Les Trois Parques, crayon noir et blanche, 34 x 154 cm ;
  - Clotho la fileuse, estampe, 35 x 58 cm ;
  - Lachésis, la dévideuse, gravures l'estampe, 34 x 51 cm ;
  - Atropos, gravure, 34 x 56 cm ;
  - L'amour séduit l'innocence le plaisir l'entraîne, le repentir suit, plume, 10 x 8 cm ;
  - L'Innocence préfère l'amour à la richesse, crayon noir et blanc, 46 x 34 cm ;
  - L'Impératrice Joséphine assise, crayons noir et blanc, 25 x 19 cm ;
  - Portrait de sa Majesté l'Impératrice Joséphine en buste, crayons noir et blanc, 23 x 17 cm ;
  - Étude pour une draperie, crayons noir et blanc, 26 x 34 cm ;
  - Projet de soubassement avec figures, crayon fusain, 6 x 12 cm ;
  - Deux petits croquis de femmes, crayon fusain, 6 x 4 cm ;
  - Deux croquis d'hommes nus, crayon fusain; 8 x 4 cm ;
  - Deux études de femmes allongées, crayons fusain, 7 x 13 cm ;
  - Sapho, crayon noir, 8 x 8 cm ;
  - Tête d'enfant, crayon noir, 17 x 16 cm ;
  - L'Assomption de la Vierge, crayon noir, 29 x 21 cm ;
  - L'Hymen tressant ses liens avec les fleurs que lui tend l'Amour, médaille de bronze, diam. 4 cm ;
  - La Bouquetière, pierre noire et rehauts de craie blanche, 1794, 23,5 x 17,5 cm ;
  - Enlèvement d'Europe, gravure sur papier, 11 x 19 cm ;
  - Une lecture, lithographie, 18 x 14 cm ;
  - La leçon de botanique ou Abélard et Héloïse, gravure sur papier, 12 x 7 cm ;
  - Une enfant jouant avec son chien, lithographie, 20 x 14 cm ;
  - Phrosine et Melidor, gravure sur papier, 21 x 14 cm ;
  - La famille malheureuse, lithographie couleur, 14 x 9 cm.

- Femme nue debout de dosParis, musée du Louvre

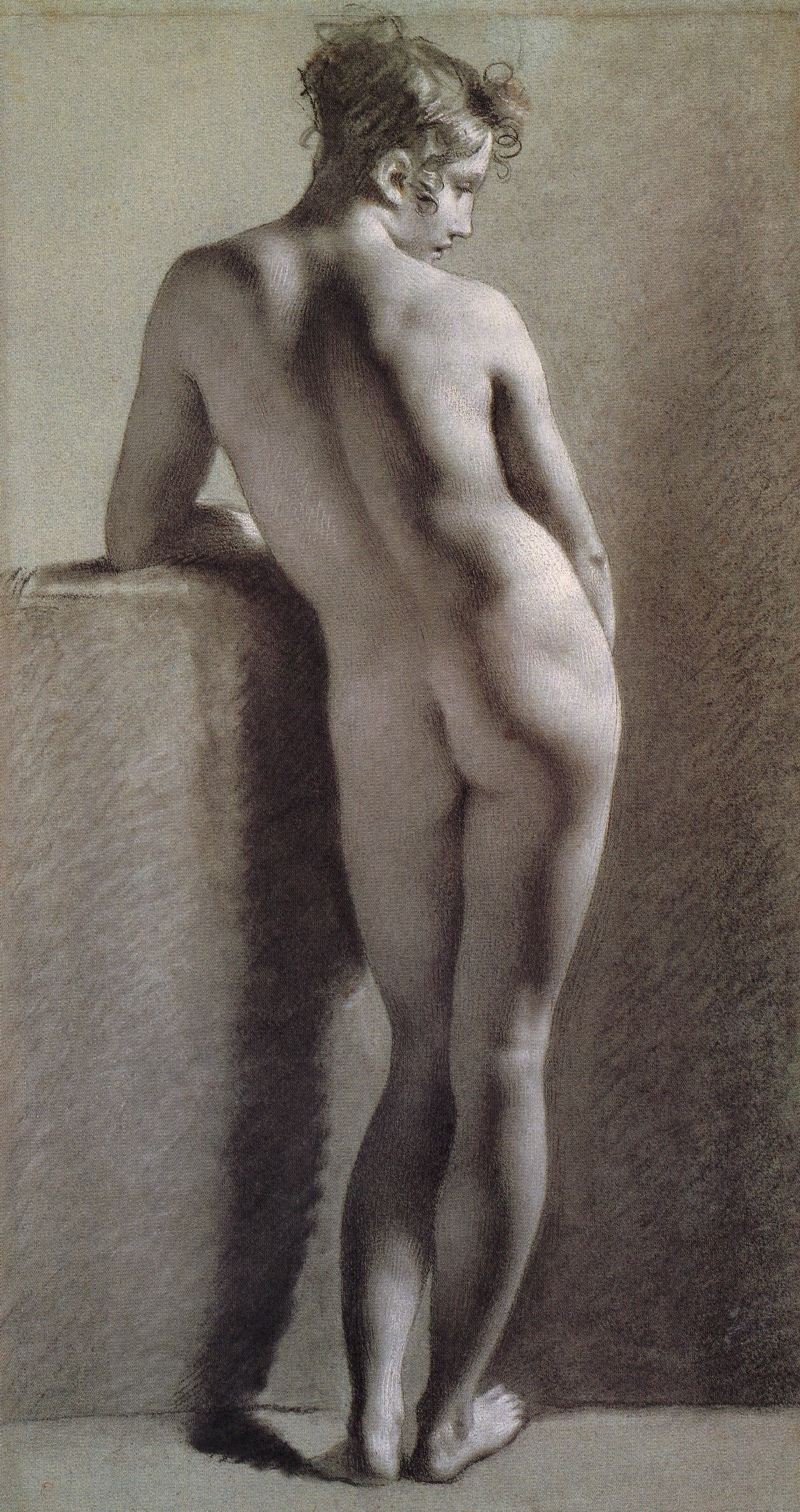
Femme nue debout de dos

  - L'impératrice Joséphine, 1805, dessin au crayon noir, 33 × 24 cm, musée du Louvre
  - Autoportrait, 1785-1788, dessin à la plume, 15 × 12 cm
  - Étude pour la figure de l'Amour des Apprêts de l'Amour, dit Les Préparatifs de la guerre, vers 1800-1805, pierre noire, craie blanche, estompe, pinceau et lavis d'encre grise, repris à la plume et encre noire, sur papier vergé bleu, 26 × 19,6 cm[70]
  - Étude pour les Apprêts de l'Amour, dit Les Préparatifs de la guerre, vers 1800-1805, pierre noire, crayon noir, craie blanche, repris à la plume et encre noire, encre métallographique sur papier  bleu décoloré, 25 × 26,5 cm[70]
  - Portrait de Marie-Françoise Constance Mayer-La Martinière, craie noire, craie blanche et estompe sur papier anciennement bleu
  - Étude de jeune homme pour “Le Rêve du bonheur”, vers 1819, craie noire, craie blanche et estompe sur papier anciennement bleu. Étude pour Le Rêve du bonheur, tableau de Constance Mayer[71]
  - La Fortune. Carton pour l'hôtel de Lannoy, vers 1800, craie noire, craie blanche et estompe sur papier anciennement bleu[72]
  - Thémis et Némésis, vers 1804-1808, craie noire, craie blanche et estompe sur papier anciennement bleu[73]
- Vizille, musée de la Révolution française, La Loi, crayon noir, 1792[74]

- Paris, Petit Palais, musée des Beaux-Arts de la Ville de Paris
  - Portrait de l'artiste, vers 1800, encre de couleur sur papier calque[75] ;
  - Académie d'homme debout, 4e quart du XVIIIe siècle, pierre noire et craie blanche sur papier bleu[76] ;
  - Phrosyne et Mélidor, 1797, eau-forte[77] ;

### Iconographie
- Gustave Debrie (1842-1932), Pierre-Paul Prud'hon, 1888, buste en pierre, Paris, façade de l'orangerie du jardin du Luxembourg.